# Iodopleura pipra
Iodopleura pipra là một loài chim trong họ Tityridae.
Nó là loài đặc hữu của rừng Đại Tây Dương ở phía đông Brazil. Nó đang trở nên hiếm do mất nơi sống.